# TvDanmark
TvDanmark (sendte i 4 år under navnet TvDanmark2) var en landsdækkende reklamefinansieret tv-kanal, der var ejet af SBS Broadcasting.
Kanalen blev udsendt via et jordbaseret sendenet. Kanalen var desuden tilgængelig via satellit samt kabel. Kanalen havde "must carry"-status. Modsat DR og TV 2 havde kanalen kun pletvise sendeområder og altså ikke 100% landsdækkende sendetilladelse. TvDanmark netværket var en sammenslutning af 8 lokal-tv-stationer, der sendte lokale programmer i såkaldte 'vinduer' mellem de landsdækkende programmer. Dog har antallet af lokale sendere varieret gennem årene.
Før 1997 var det ulovligt for lokale tv- og radiostationer at networke, dvs. at flere stationer samsender, således at de i praksis fungerer som én kanal. Dette forbud blev ophævet i april 1997, og TvDanmark så dermed dagens lys som en sammenslutning af dengang 10 lokal-tv-stationer. Førhen havde de lokale stationer gennem et særligt Kanal Danmark-samarbejde i vid udstrækning sendt de samme programmer, men ikke på samme klokkeslæt landet over. På den måde fremstod de ikke som en samlet kanal.
TvDanmark markedsførte sig som "Klassens frække dreng" som modvægt til de mere traditionelle konkurrenter, DR og TV 2. Et af de "frække" programmer var doku-soap'en Stripperkongens piger. I 2001 sendte TvDanmark første sæson af reality-programmet Big Brother.
Ud over at tv-stationen, som den eneste privatejede kanal i danmarkshistorien, blev udsendt via antenne, hvilket betød, at man ikke behøvede at have et abonnement på hverken kabel-TV eller satellit for at modtage den, er det bemærkelsesværdige også, at kanalen var underlagt at sende under dansk lovgivning. Dette betød at TvDanmark, ikke måtte lave reklameafbrydelser eller lave produktplaceringer. Til gengæld er den danske sendelovgivning mere liberal omkring seksuelt tv, hvilket man da også kunne se på TvDanmark2s programoversigt.
I år 2000 skiftede TvDanmark navn til TvDanmark 2, og en ny satellit-kanal ved navn TvDanmark 1 blev lanceret. TvDanmark 1 sendte fra London, og var således ikke underlagt dansk lovgivning, men engelsk, hvilket bl.a. giver mulighed for at lave reklameafbrydelser i programmerne. Til gengæld er der en strengere censur.
Som et led i at skabe sig et mere seriøst image, blev kanalerne i 2004 relanceret. Den 4. april kom TvDanmark 2 atter til at hedde TvDanmark, mens satellit-kanalen skiftede navn til Kanal 5. Samtidig ophørte TvDanmark (tidl. TvDanmark 2) med at afbryde deres programmer med smagsprøver for andre af kanalens udsendelser.
TvDanmark stoppede den 30. april 2006, og blev i stedet til kanalen Kanal 4. I 2007 blev Kanal 4 en satellitkanal, og blev erstattet af SBS NET, som I 2009 blev til 6'eren.